# Spandiconcime centrifugo
Lo spandiconcime centrifugo è un attrezzo agricolo adatto a spargere il fertilizzante in granuli su ampie superfici, come prati o campi.
Esso viene messo in movimento dai trattori ad uso agricolo e può essere dotato di ruote o mantenuto sospeso dal sollevatore idraulico del trattore.

## Funzionamento

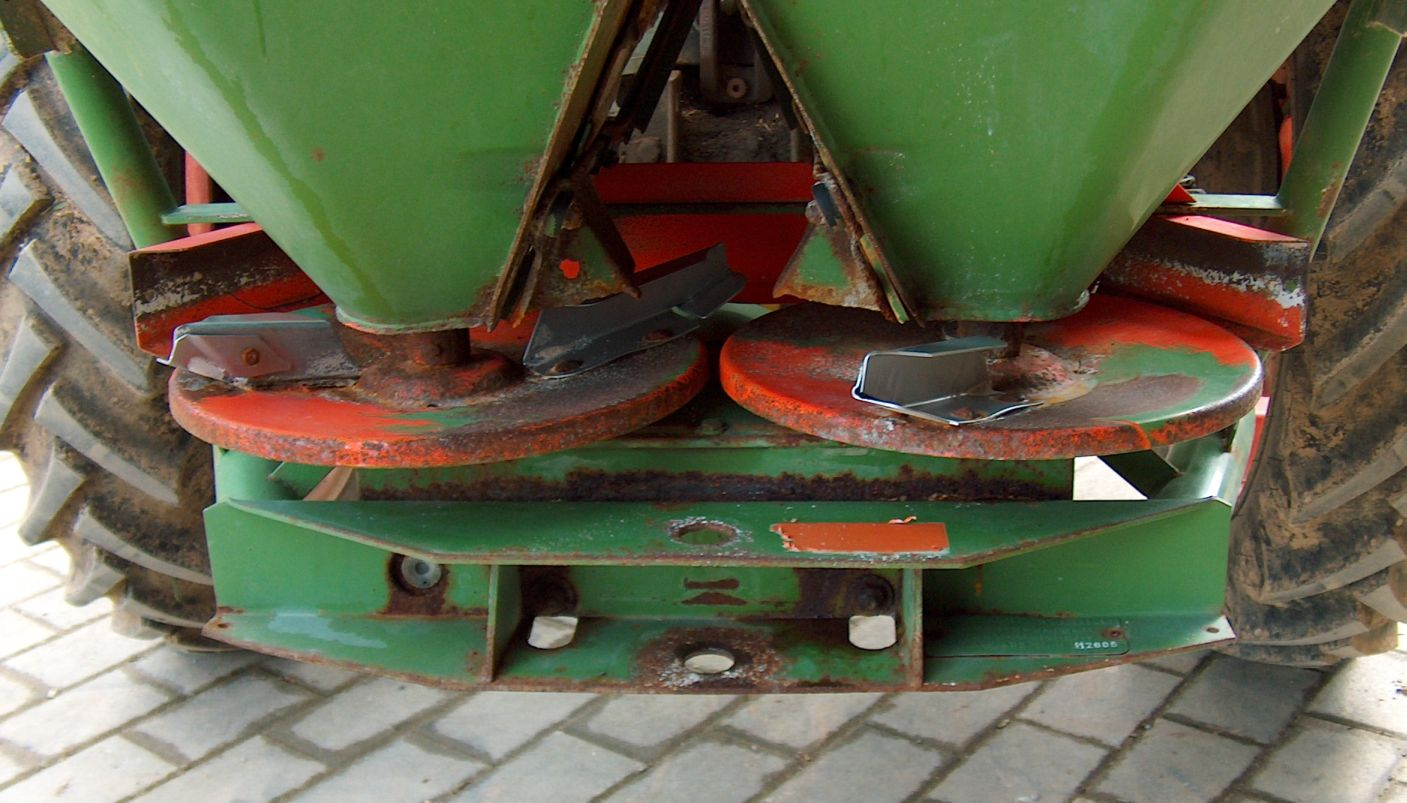
Spandiconcime a due serbatoi con le rispettive superfici atte a spargere i granuli

Il concime in granuli, contenuto in un serbatoio,  gradualmente cade su una superficie tenuta in costante movimento dalla presa di potenza (pdp) del trattore; per mezzo della forza centrifuga i granuli vengono quindi scagliati anche ad una decina di metri di distanza.
Per evitare che i granuli vengano proiettati contro il trattore molti spandiconcime hanno un angolo di azione limitato da un'apposita lamiera a circa 240°.